# Trigonostoma chui
Trigonostoma chui is een slakkensoort uit de familie van de Cancellariidae. De wetenschappelijke naam van de soort is voor het eerst geldig gepubliceerd in 1936 door Yen.